# Fet
 For alternative betydninger, se FET. (Se også artikler, som begynder med FET)
Fet er en tidligere kommune i landskabet Romerike i Akershus, nu i Viken fylke i Norge. Den blev sammen med Skedsmo og Sørum kommuner lagt sammen til den nye Lillestrøm kommune. Den grænser i nord til Skedsmo og Sørum, i øst til Aurskog-Høland, i syd til Trøgstad og i vest til Enebakk og Rælingen.
De vigtigste næringsveje i kommunen er jordbrug, skovbrug og industri. Mange af kommunens arbejdstagere har deres arbejde udenfor kommunen.
Ved Glommas udløb i Øyeren ligger Fetsund Lenser, et industri- og havneanlæg hvor tømmer fra skovene langs Glomma blev bundtet sammen og fragtet med både til de mange savværker langs Øyeren og i Lillestrøm. Anlægget er bevaret som museum, og fremstår i dag som et fantastisk kulturminde og turområde.